# Ottowia flava
Ottowia flava es una bacteria gramnegativa del género Ottowia. Fue descrita en el año 2020. Su etimología hace referencia a amarillo. Es aerobia e inmóvil. Tiene un tamaño de 0,7-0,8 μm de ancho por 1,1-1,8 μm de largo. Forma colonias amarillas y lisas en agar TSA. Temperatura de crecimiento entre 4-37 °C, óptima de 28 °C. Catalasa y oxidasa positivas. Se ha aislado del intestino de peces en China. 